# آغا الحسيني المرعشي
السيد آغا بن إسماعيل الحسيني المرعشي الخليفة سلطاني. هو رجل دين شيعي فارسي من أهل أصفهان، وقد كان من أعيان المائة الثالثة عشرة. وقد ذكره محسن الأمين مثنياً عليه بقوله: ”ذا ورع وسداد وفضل بالغ“.

## مؤلفاته
ذكر من مؤلفاته:
- شرح سرمايه ايمان. شرح على كتاب سرمايه ايمان لعبد الرزاق اللاهيجي في العقائد.
- شرح خلاصة الحساب. شرح على كتاب خلاصة الحساب للبهائي.

### كتب
- أعيان الشيعة. محسن الأمين، طبع بيروت - لبنان، تاريخ الطبع مفقود، منشورات دار التعارف.

### إشارات مرجعية
1. 1 2  
الأمين، محسن. أعيان الشيعة - ج2. ص. 87. مؤرشف من الأصل في 2019-12-08.